# Tragaldabas (historieta)
Tragaldabas fue una serie de cómics creada por Enrique Jiménez Corominas para la revista Creepy en 1990.

## Trayectoria editorial
Corominas, que había ganado el Premio Toutain en 1986, completó Tragaldabas mientras realizaba el servicio militar. Apareció en los números 1, 2, 3, 4, 5 y 7 de la segunda etapa de la edición española de Creepy. En 2000, fue recopilada por Recerca Editorial en un álbum monográfico.

## Argumento
La historia transcurre el siglo XXIII. Saray Niman Yanni, una periodista dedicada a denunciar las sectas destructivas, ha sido secuestrada por el apóstol de una de estas religiones, quien la retiene en una catedral abandonada, obligándola a oír sus repugnantes parábolas para acabar con su ateísmo. Cada uno de los capítulos, excepto el primero y el último, contiene una de estas parábolas.